# Phylloicus cubanus
Phylloicus cubanus is een schietmot uit de familie Calamoceratidae. De soort komt voor in het Neotropisch gebied.